# Acquaformosa
Acquaformosa es una localidad italiana de la provincia de Cosenza, región de Calabria, con 1.234 habitantes.

## Evolución demográfica
| Gráfica de evolución demográfica de Acquaformosa entre 1861 y 2001 |
|                                                                    |
| Fuente ISTAT - elaboración gráfica de Wikipedia                    |

## Personalidades
- Enzo Domestico Kabregu (1906-1971), pintor uruguayo.